# Luis Antón del Olmet
Luis Antón del Olmet (Bilbao, 17 de enero de 1886-Madrid, 2 de marzo de 1923) fue un abogado, dramaturgo, periodista, político y escritor español.

## Biografía
Nació en Bilbao el 17 de enero de 1886. Hermano del también escritor Fernando de Antón del Olmet y de la poeta y dramaturga Casilda de Antón del Olmet. Estudió Derecho en la Universidad Central de Madrid y consiguió plaza en la Delegación de Hacienda de La Coruña en 1906. Ya se había iniciado como periodista en La Época de Madrid y cuando llegó a La Coruña se agregó a la redacción de El Noroeste. A principios de 1908 regresó a Madrid, donde se mantuvo vinculado al ambiente gallego colaborando en la revista Galicia (dirigida por Basilio Álvarez) y participando en el Centro Galego. Asistió a la reunión del Excelsior y fue uno de los fundadores del movimiento agrario de Acción Gallega. Dirigió, junto a Prudencio Canitrot, la Biblioteca de Escritores Gallegos, en la que publicó El encanto en sus manos (1909). En Acción Gallega describió a los principales líderes del agrarismo solidario coruñés (Lugrís Freire, Joaquín Martín Martínez, Juan Golpe, Rodrigo Sanz). En 1910 entró en la primera redacción de El Debate junto a los gallegos Basilio Álvarez, Alfonso Alcalá Martín y Rafael Carvajal. Participó junto a los agrarios en la constitución de la Liga Agrario-Redencionista y en las relaciones con los hombres de la Lliga Regionalista y con Cambó. En esa época comenzó su vida turbulenta, manteniendo duelos con los redactores de El Radical. En 1911 colaboró también en Mi Tierra de Orense.

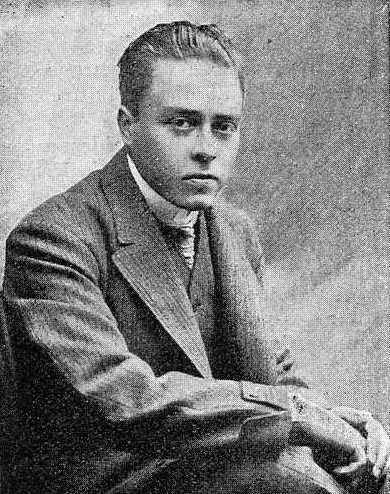
Antón del Olmet retratado en Vida Gallega (1909)

Su carrera política empezó en 1912 cuando pasó a inspirar el maurismo agrario de Padrón colaborando con artículos ideológicos en El Barbero Municipal, semanario conservador de Rianxo. Un año más tarde publica El hidalgo don Tirso de Guimaraes con portada de Castelao.
En las elecciones de marzo de 1914, como premio a su labor, consiguió un acta de diputado por Almería militando a las órdenes de Eduardo Dato. Para afianzar su lealtad a la situación fundó el 1 de abril de 1914 El Parlamentario, del que fue director gerente, vocero de los intereses de su jefe político frente a liberales y mauristas irredentos; aquí publicaron sus amigos Castelao, Wenceslao Fernández Flórez, Francisco Camba y Basilio Álvarez. En 1916 apareció en El Parlamentario quincenalmente la hoja Acción Gallega, dirigida por el propio Basilio. En el contexto de la Primera Guerra Mundial, en el que evolucionó de la neutralidad a una posición marcadamente aliadófila, publicó Los bocheros (la propaganda teutona en España) (1917), un libro en el que se ensañaba con distintos personajes de la vida pública a los que consideraba germanófilos.
Colaboró con el agrarismo de Acción Gallega y en febrero de 1917 gestó el proyecto de sacar a luz en Orense el periódico La Raza con Basilio Álvarez como director. Su nombre sonó como candidato agrario de Acción Gallega y de la Coalición Republicano-Agrario-Socialista para las elecciones de febrero de 1918 por Celanova, pero desistió cuando Luis Porteiro Garea se presentó como candidato regionalista. Descartado Celanova, barajó presentarse por el distrito de Puebla de Trives. A principios de febrero llegó a Orense para hacer campaña. Finalmente optó por intentar la representación del distrito de Verín; puso en marcha La Raza como órgano de propaganda, e hizo campaña en la comarca de Verín con Basilio Álvarez y Heriberto Pérez Proenza, para finalmente resultar derrotado el 24 de febrero por el candidato conservador Luis Espada Guntín.
Publicó diversos cuentos en las revistas Los Contemporáneos y El Cuento Semanal que luego reunió en libros, practicó también la novela y el ensayo y estrenó un puñado de obras dramáticas. Fue asesinado a quemarropa el 2 de marzo de 1923, mientras presentaba una de sus obras en el Teatro Eslava de Madrid. El autor del asesinato fue su socio y colega el escritor Alfonso Vidal y Planas, parece ser que por causa de un lío de faldas.

## Obra

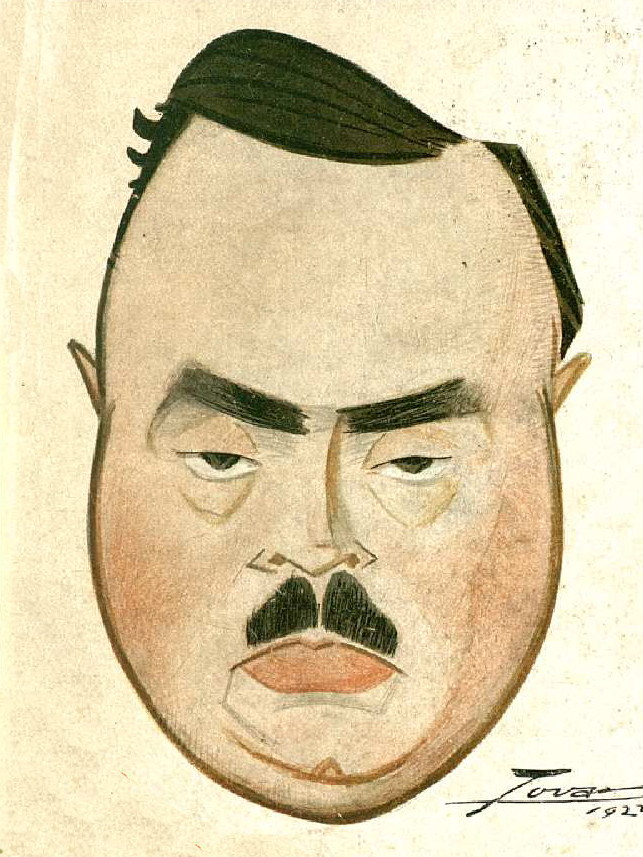
Caricaturizado por Tovar (1922)

Como ensayos, reportajes y novelas largas, exceptuando aquellas breves publicadas por colecciones de la época y recopiladas posteriormente en libros, se deben citar:
- El libro de la vida bohemia (1909)
- Lo que han visto mis ojos (1909)
- El encanto de sus manos (1910)
- Hieles (1910)
- El veneno de la víbora (1910)
- Mi risa (1911)
- Su señoría (1911)
- Como la Luna, blanca
- Corazón de leona
- Nuestro abrazo a Portugal (1912)
- Espejo de los humildes. Historias de asesinos, tahúres, daifas, borrachos, neuróticas y poetas zurcidas para estímulo de probos y castigo de bellacos, (1913). Hay ed. moderna: Mojácar: Ginger Ape, 2012.
- Al correr de la política (1914)
- Política de fandango y gobierno de castañuelas (1914)

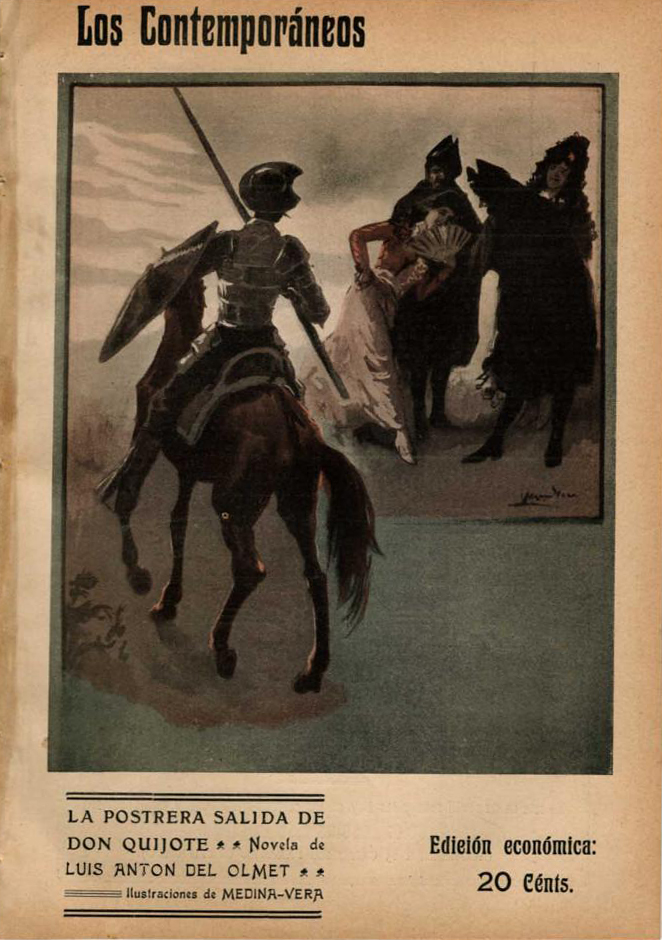
La postrera salida de Don Quijote (nº 77 de Los Contemporáneos, 17 de junio de 1910). Portada de Medina Vera.

- La postrera salida de Don Quijote (nº 77 de Los Contemporáneos, 17 de junio de 1910). Portada de Medina Vera.Tierra de promisión. Catecismo de la raza (1914)
- El triunfo de Alemania. Impresiones de la guerra actual (1915)
- Aula española. Escenas de la vida pedagógica nacional, escrita para escarmiento de malos estudiantes y beneficio de aplicados. (1915)
- Cuestiones sociales. Aquelarre. Narraciones íntimas y novelescas. (1915)
- Los bocheros (la propaganda teutona en España) (1917)
- Robarás, matarás. (1918)
- Gobernación, Sánchez Mínguez (1921)
- Cruz Verde, 8 (1921)
- El 98 (1922)
- El príncipe suicida (1922)

### Biografías

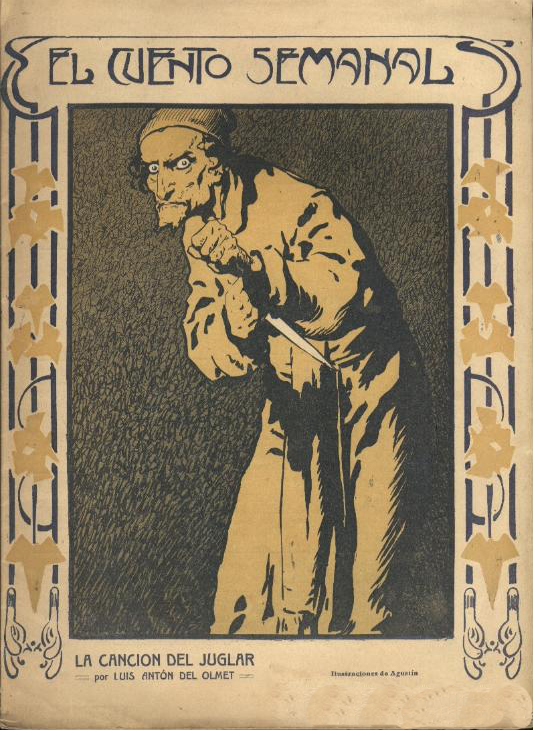
La canción del juglar (n.º 225 de El Cuento Semanal, 21 de abril de 1911).

- La canción del juglar (n.º 225 de El Cuento Semanal, 21 de abril de 1911).Los grandes españoles. Galdós (1912) en colaboración con Arturo García Carraffa y considerada una de sus más grandes obras.
- Con Arturo García Carraffa, Echegaray (1912).
- Moret. Una vida que fue todo elegancia (1913) en colaboración con Arturo García Carrafa.
- Maura es obra mía (1913) en colaboración con Arturo García Carraffa.
- Alfonso XIII (1914) en colaboración con Arturo García Carraffa.
- Canalejas (1915) en colaboración con Arturo García Carraffa.
- Con Arturo García Carraffa, El general Marina. Páginas que reflejan la vida heroica, austera y gloriosa de un soldado que ganó tierras para España. Madrid: Imprenta Cervantina, 1916.
- María Guerrero (1919) en colaboración con José de Torres Bernal.
- Palacio Valdés (1919) en colaboración con José de Torres Bernal.
- Romanones (1922) en colaboración con José de Torres Bernal.

### Teatro
- El sembrador (1918).
- La casa de los espantos (1921).
- El pleito.
- Responsables. Epopeya en tres actos y en prosa (1923).